# Eve Kosofsky Sedgwick
Eve Kosofsky Sedgwick (Dayton, Ohio, 1950. május 2. – Manhattan, 2009. április 12.) amerikai költő, esszéíró, irodalomkritikus, a City University of New York professzora.

## Élete, munkássága
Kosofsky Sedgwick a queerelmélet egyik legjelentősebb képviselője, műveiben az azonos neműek közti kapcsolatok irodalmi megjelenítésével és a homoszexualitásnak a modern társadalmakban betöltött szerepével foglalkozik. Véleménye szerint az azonos neműek közti szexuális (homoszexuális) és nem szexuális (homoszociális) kapcsolatok sohasem választhatóak el egymástól, a határokat máshol vonják meg egyes társadalmakban, illetve a nők és férfiak esetében. A homoszexualitás a modern társadalmakban a titok (the closet) formáját ölti, egy olyan dolog amelyről nem lehet és nem szabad beszélni, ám amely számos művészeti alkotás hátterében megbújik.

## Fontosabb művei
- Touch feeling: affect, pedagogy, performativity (Duke University Press, 2003) ISBN 0-8223-3028-8
- A Dialogue on Love (Beacon Press, 1999) ISBN 080702922X
- Tendencies (Routledge, 1994) ISBN 0-415-10815-2
- The Epistemology of the Closet (University of California Press, 1990) ISBN 0520070429
- Between Men: English Literature and Male Homosocial Desire (Columbia University Press, 1985) ISBN 0231058608